# Rollin Motors Company

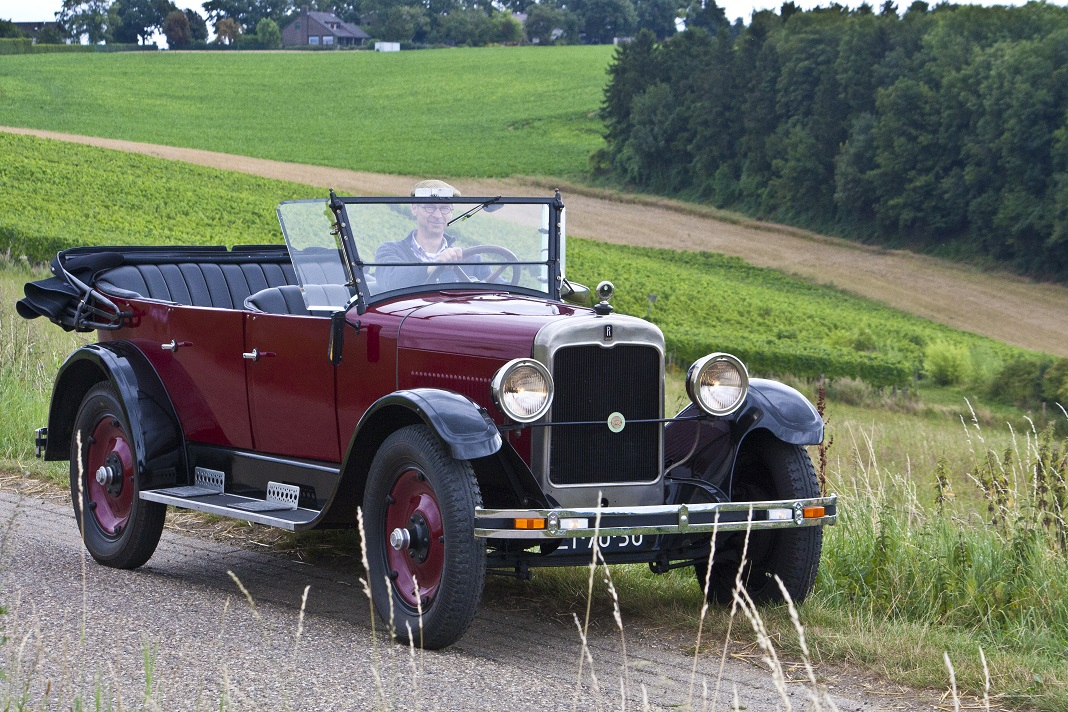
Rollin von 1924

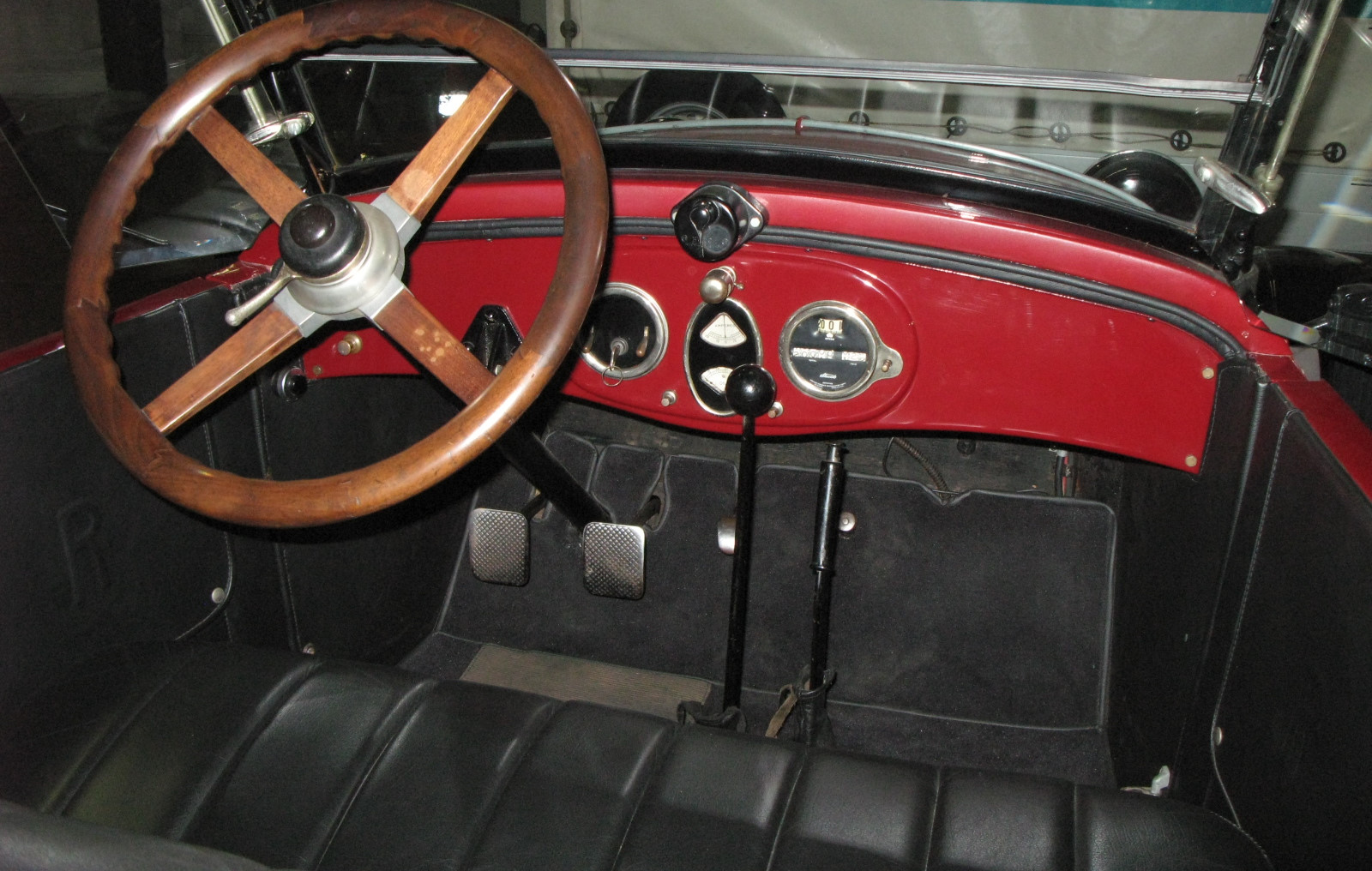
Armaturenbrett

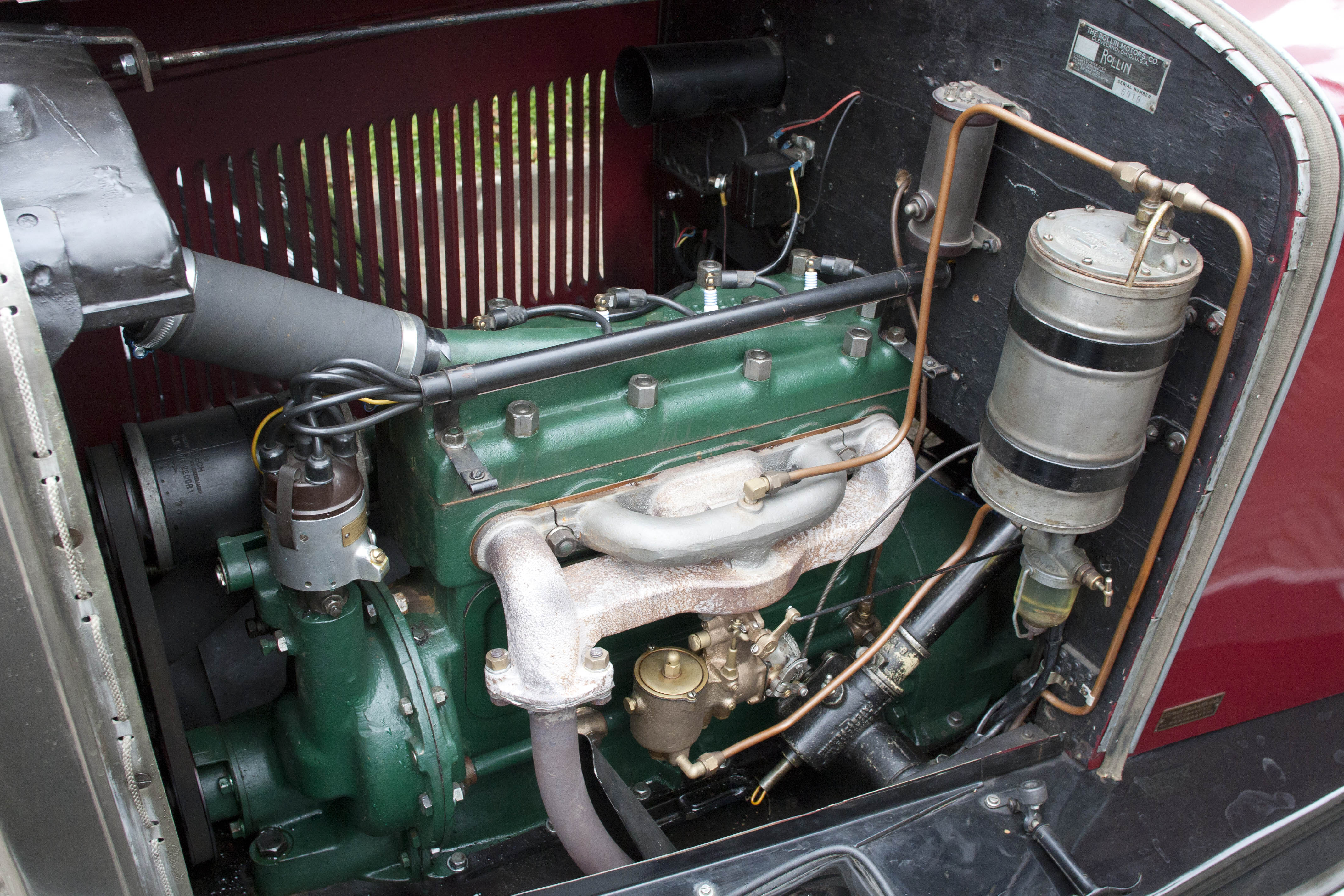
Motor

Rollin Motors Company war ein US-amerikanischer Hersteller von Automobilen. Eine andere Quelle gibt Rollin Motor Company an.

## Unternehmensgeschichte
Rollin Henry White war bis 1914 lange Jahre Chefingenieur bei der White Motor Company. 1916 gründete er die Cleveland Tractor Company zur Produktion von Traktoren.
In den 1920er Jahren hatte er Pläne, in die Automobilproduktion einzusteigen. Im Frühjahr 1922 tat er sich mit dem Industriellen E. E. Allyne und dem Ingenieur Fred M. Zeder von der Studebaker Corporation zusammen. Sein Traktorenwerk sollte zusammengelegt werden in ein neues Unternehmen, das Personenkraftwagen und Traktoren herstellte. Der Plan scheiterte.
Im Mai 1923 gründete er das Unternehmen in Cleveland in Ohio. Ehemalige Mitarbeiter von Studebaker unterstützten ihn dabei. Er wurde Präsident des Verwaltungsrats und James G. Heaslet Präsident. Ende 1923 begann die Produktion von Automobilen des Modelljahrs 1924. Der Markenname lautete Rollin. Im November 1925 endete die Produktion. Im Dezember 1925 folgte der Bankrott.
Insgesamt entstanden 5750 Fahrzeuge, verteilt auf 3662 Wagen im ersten Modelljahr und 2088 Wagen im letzten.

## Fahrzeuge
Rollin stellte, zumindest nach Ansicht amerikanischer Interessenten, Kleinwagen her. Sie waren qualitativ hochwertig und trotzdem preisgünstig. Allerdings ging der Trend in den USA zu größeren Fahrzeugen. Eine Quelle gibt das als Grund für das Scheitern an.
Im Angebot stand nur das Model G. Es hatte einen Vierzylindermotor, der 41 PS leistete. Das Fahrgestell hatte 284 cm Radstand. Eine Besonderheit waren die Vierradbremsen.
Für 1924 sind gewöhnliche Tourenwagen sowie Tourenwagen in Luxusausführung mit fünf Sitzen, ein Coupé-Roadster mit drei Sitzen und eine Limousine mit fünf Sitzen überliefert.
1925 ersetzten ein Phaeton mit fünf Sitzen und ein Brougham mit ebenfalls fünf Sitzen die Tourenwagen. Coupé-Roadster und Limousine wurden beibehalten.

## Modellübersicht
| Jahr | Modell  | Zylinder | Leistung (PS) | Radstand (cm) | Aufbau                                                                                        |
| ---- | ------- | -------- | ------------- | ------------- | --------------------------------------------------------------------------------------------- |
| 1924 | Model G | 4        | 41            | 284           | Tourenwagen 5-sitzig, Luxus-Tourenwagen 5-sitzig, Coupé-Roadster 3-sitzig, Limousine 5-sitzig |
| 1925 | Model G | 4        | 41            | 284           | Phaeton 5-sitzig, Coupé-Roadster 3-sitzig, Limousine 5-sitzig, Brougham 5-sitzig              |